# Permís menstrual
El permís menstrual és un tipus de permís regulat pel dret laboral en el qual una dona té l'opció de prendre un permís retribuït, si està menstruant i no pot anar a treballar per això. Al llarg de la seva història, el permís menstrual s'ha associat a la controvèrsia i a la discriminació de les dones, i són molt pocs els països que han promulgat polítiques sobre aquest tema. Alguns ho veuen com una crítica a l'eficiència laboral de les dones o com a sexisme. Els partidaris de les polítiques de permís menstrual comparen la seva funció amb la del permís de maternitat i el consideren un promotor de la igualtat de gènere.
Actualment, hi ha pocs països que reconeguin aquest dret; Indonèsia, el Japó, Corea del Sud, la República de la Xina (Taiwan) i Zàmbia.
En el cas de Catalunya, hi ha hagut diverses iniciatives per reconèixer aquest dret. Per exemple, a principis de maig de 2021, Girona va anunciar que aprovaria un «permís de flexibilització menstrual» per les 533 treballadores de l'Ajuntament que el podrien utilitzar quan tinguessin la menstruació i es trobessin malament. Sense que comptés com una baixa laboral, disposarien de vuit hores al mes i de fins a vuit mesos per retornar-les.
La Llei Orgànica 1/2023, del 28 de febrer –que modificava la Llei Orgànica 2/2010, del 3 de març, de salut sexual i reproductiva i de la interrupció voluntària de l'embaràs, que no recollia encara aquesta llicència– estableix per a tot l'estat el permís menstrual, segons el qual les dones amb menstruacions incapacitants secundàries (el dolor incapacitant requereix diagnòstic mèdic) tenen dret a la incapacitat temporal (baixa) que és remunerat des del primer dia per la Seguretat Social.